# Werl
Werl – miasto w Niemczech, w kraju związkowym Nadrenia Północna-Westfalia, w rejencji Arnsberg, w powiecie Soest. Według danych rok 2010 liczy 31 655 mieszkańców.
Tutejsza neoromańska bazylika Nawiedzenia Najświętszej Maryi Panny jest celem pielgrzymek.

## Osoby

### urodzone w Werl
- Franz von Papen (1879-1969) – wojskowy, polityk i dyplomata

## Współpraca
Miejscowość partnerska:
- Halle, Belgia